# Ardisia elocellata
Ardisia elocellata är en viveväxtart som beskrevs av C.M.Hu. Ardisia elocellata ingår i släktet Ardisia och familjen viveväxter. Inga underarter finns listade i Catalogue of Life.